# Ioan-Călin Revenco
Ioan-Călin Revenco (ur. 26 czerwca 2000 w Kiszyniowie) – mołdawski piłkarz występujący na pozycji obrońcy w słowackim klubie Tatran Preszów oraz w reprezentacji Mołdawii.

## Kariera klubowa
Wychowanek akademii CSCT Buiucani należącej do klubu Dacia Kiszyniów. W sezonie 2016/17 rozpoczął występy w Dacii-2 Buiucani (Divizia "A"), pełniącej funkcję zespołu rezerw. Po zakończeniu rozgrywek jego drużyna zawiesiła działalność, przez co Revenco został przeniesiony do Dacii Buiucani U-19 i przez pół roku grał w lidze młodzieżowej.
W rundzie jesiennej sezonu 2017 trener Viorel Frunză trzykrotnie umieścił go w kadrze meczowej Dacii Kiszyniów, rywalizującej w Divizii Națională. W marcu 2018 roku władze klubu ogłosiły bankructwo i wycofały go ze wszystkich rozgrywek. Revenco ze względu na swoje studia odrzucił od Viorela Frunzy ofertę przejścia do Dinamo-Auto Tyraspol i rozpoczął grę w reaktywowanej Dacii-2 Buiucani (Divizia "B").
W lipcu 2018 roku odbył testy w łotewskim klubie FK Spartaks Jurmała, po których podpisał kontrakt. 2 sierpnia 2018 zanotował jedyny oficjalny występ w FK Spartaks w meczu z SP La Fiorita (3:0) w kwalifikacjach Ligi Europy UEFA 2018/2019.
W lutym 2019 roku Revenco odszedł z zespołu i powrócił do Dacii Buiucani, rywalizującej w Divizii "A". W sezonie 2019 awansował z tym klubem do Divizii Națională. Zadebiutował w niej 5 lipca 2020 w wygranym 1:0 meczu z Zimbru Kiszyniów. W sezonie 2021/21 rozegrał 32 ligowe spotkania, w których zdobył 3 bramki. Po zakończeniu rozgrywek Dacia Buiucani ze względów finansowych wycofała się z ligi i rozwiązała umowy ze wszystkimi zawodnikami.
W czerwcu 2021 roku Revenco podpisał trzyletni kontrakt z Petrocubem Hîncești. W barwach tego klubu wystąpił dwukrotnie w kwalifikacjach Ligi Konferencji Europy UEFA: w sezonie 2021/22 oraz 2022/23. Pomimo odejścia z zespołu w połowie rozgrywek, Revenco oficjalnie figuruje jako zdobywca mistrzostwa Mołdawii i krajowego pucharu za sezon 2023/24.
1 stycznia 2024 został oficjalnie piłkarzem Puszczy Niepołomice prowadzonej przez Tomasza Tułacza. 18 lutego 2024 zadebiutował w Ekstraklasie w zremisowanym 1:1 wyjazdowym meczu z Legią Warszawa. W sezonie 2024/25 spadł z Puszczą do I ligi i zdecydował się opuścić zespół. Ogółem rozegrał w barwach tego klubu 29 spotkań w lidze oraz 2 w Pucharze Polski.
W czerwcu 2025 roku Revenco jako wolny agent podpisał kontrakt z Tatranem Preszów – beniaminkiem Niké ligi.

## Kariera reprezentacyjna
W 2015 roku Revenco zaliczył 1 występ w reprezentacji Mołdawii U-16. W 2016 roku rozegrał 3 mecze w kadrze U-17 w turnieju kwalifikacyjnym do Mistrzostw Europy 2017. W styczniu 2017 roku zanotował 3 spotkania towarzyskie w zespole U-18. W 2018 roku wystąpił sześciokrotnie w reprezentacji U-19 prowadzonej przez Olega Fisticana, w tym trzykrotnie w eliminacjach Mistrzostwa Europy 2019. W latach 2020–2021 Revenco grał w kadrze Mołdawii U-21 trenowanej przez Alexandru Guzuna, w której wystąpił 7 razy w kwalifikacjach Mistrzostw Europy 2021 oraz 2023.
W sierpniu 2021 roku Revenco otrzymał od Roberto Bordina pierwsze powołanie do seniorskiej reprezentacji Mołdawii na mecze z Austrią, Szkocją i Wyspami Owczymi w eliminacjach Mistrzostw Świata 2022. Zadebiutował 12 listopada 2021 w rewanżowym spotkaniu ze Szkocją na Stadionie Zimbru, przegranym 0:2. 22 września 2022 zdobył pierwszą bramkę w drużynie narodowej w meczu z Łotwą w Lidze Narodów UEFA 2022/23 (1:2).

### Bramki w reprezentacji
| Lp. | Data             | Miejsce              | Przeciwnik | Bramka | Rezultat | Ranga meczu                 |
| --- | ---------------- | -------------------- | ---------- | ------ | -------- | --------------------------- |
| 1.  | 22 września 2022 | Stadion Skonto, Ryga | Łotwa      | 1:0    | 1:2      | Liga Narodów UEFA 2022/2023 |

## Statystyki kariery

### Klubowe
Aktualne na dzień 11 sierpnia 2025
| Klub                | Sezon             | Liga              | Liga  | Liga | Puchar kraju | Puchar kraju | Puchar ligi | Puchar ligi | Kontynentalne | Kontynentalne | Inne  | Inne | Razem | Razem |
| Klub                | Sezon             | Liga              | Mecze | Gole | Mecze        | Gole         | Mecze       | Gole        | Mecze         | Gole          | Mecze | Gole | Mecze | Gole  |
| ------------------- | ----------------- | ----------------- | ----- | ---- | ------------ | ------------ | ----------- | ----------- | ------------- | ------------- | ----- | ---- | ----- | ----- |
| Dacia-2 Buiucani    | 2016/2017         | Divizia "A"       | 20    | 1    | —            | —            | —           | —           | —             | —             | —     | —    | 20    | 1     |
| Dacia-2 Buiucani    | 2018              | Divizia "B"       | 5     | 0    | —            | —            | —           | —           | —             | —             | —     | —    | 5     | 0     |
| Dacia-2 Buiucani    | Ogółem            | Ogółem            | 25    | 1    | 0            | 0            | 0           | 0           | 0             | 0             | 0     | 0    | 25    | 1     |
| FK Spartaks Jurmała | 2018/2019         | Virslīga          | 0     | 0    | —            | —            | —           | —           | 1             | 0             | —     | —    | 1     | 0     |
| Dacia Buiucani      | 2019              | Divizia "A"       | 27    | 2    | 1            | 0            | —           | —           | —             | —             | —     | —    | 28    | 2     |
| Dacia Buiucani      | 2019/2020         | —                 | —     | —    | 1            | 0            | —           | —           | —             | —             | —     | —    | 1     | 0     |
| Dacia Buiucani      | 2020/2021         | Divizia Națională | 32    | 3    | 2            | 0            | —           | —           | —             | —             | —     | —    | 34    | 3     |
| Dacia Buiucani      | Ogółem            | Ogółem            | 59    | 5    | 4            | 0            | 0           | 0           | 0             | 0             | 0     | 0    | 63    | 5     |
| Petrocub Hîncești   | 2021/2022         | Divizia Națională | 26    | 0    | 2            | 0            | —           | —           | 4             | 0             | —     | —    | 32    | 0     |
| Petrocub Hîncești   | 2022/2023         | Divizia Națională | 23    | 1    | 5            | 0            | —           | —           | 6             | 0             | —     | —    | 34    | 0     |
| Petrocub Hîncești   | 2023/2024         | Divizia Națională | 10    | 1    | 1            | 0            | —           | —           | 0             | 0             | —     | —    | 11    | 1     |
| Petrocub Hîncești   | Ogółem            | Ogółem            | 59    | 2    | 8            | 0            | 0           | 0           | 10            | 0             | 0     | 0    | 77    | 2     |
| Puszcza Niepołomice | 2023/2024         | Ekstraklasa       | 12    | 0    | —            | —            | —           | —           | —             | —             | —     | —    | 12    | 0     |
| Puszcza Niepołomice | 2024/2025         | Ekstraklasa       | 17    | 0    | 2            | 0            | —           | —           | —             | —             | —     | —    | 19    | 0     |
| Puszcza Niepołomice | Ogółem            | Ogółem            | 29    | 0    | 2            | 0            | 0           | 0           | 0             | 0             | 0     | 0    | 31    | 0     |
| Tatran Preszów      | 2025/2026         | Niké liga         | 0     | 0    | 0            | 0            | —           | —           | —             | —             | —     | —    | 0     | 0     |
| Ogółem w karierze   | Ogółem w karierze | Ogółem w karierze | 172   | 8    | 14           | 0            | 0           | 0           | 11            | 0             | 0     | 0    | 197   | 8     |

### Reprezentacyjne
Aktualne na dzień 11 sierpnia 2025
| Reprezentacja | Rok    | Mecze | Gole |
| ------------- | ------ | ----- | ---- |
| Mołdawia      | 2021   | 2     | 0    |
| Mołdawia      | 2022   | 11    | 1    |
| Mołdawia      | 2023   | 10    | 0    |
| Mołdawia      | 2024   | 1     | 0    |
| Mołdawia      | 2025   | 1     | 0    |
| Ogółem        | Ogółem | 24    | 1    |

## Sukcesy
Petrocub Hîncești
- mistrzostwo Mołdawii: 2023/24
- Puchar Mołdawii: 2023/24